# Shlomo Simonsohn
Shlomo Simonsohn hebräisch שלמה סימונסון (geboren 30. Oktober 1923 in Breslau; gestorben 14. März 2019 in Tel Aviv) war ein israelischer Historiker.

## Leben
Ludwig Simonsohn war ein Sohn des Kaufmanns Isidor Simonsohn (1894–1964) und der Dorothea Wertheim. Der Breslauer Rabbiner Max Simonsohn (1888–1936) war ein Onkel. Simonsohn besuchte die Schule in Fulda, dem Geburtsort seiner Mutter. Die Familie emigrierte 1933 nach der Machtübergabe an die Nationalsozialisten nach Palästina. Von 1942 bis 1947 gehörte er der Haganah an und wurde als Reserveoffizier auch in den israelischen Kriegen 1956, 1967 und 1973 mobilisiert. Er studierte Geschichte von 1943 bis 1946 an der Hebräischen Universität Jerusalem (M.A.) und von 1949 bis 1952 am University College der London University und wurde mit einer Dissertation über Leone da Modena promoviert. Er forschte auch danach vornehmlich über die Geschichte der Juden in Norditalien. Ab 1957 war er Dozent, ab 1968 Professor für Geschichte an der Universität Tel Aviv. Er leitete außerdem von 1961 bis 1965 die im Aufbau befindliche Universitätsbibliothek und war von 1971 bis 1977 Rektor der Universität und zeitweise Vorsitzender der israelischen Rektorenkonferenz. An der Universität leitete er das Diaspora Forschungsinstitut und zeitweise die Schule für Jüdische Studien. Simonsohn gehörte 1970 zu den Initiatoren des 1978 eröffneten Diaspora Museum Tel Aviv.
Simonsohn wurde 1964 mit dem Ben Zwi Preis und 1996 mit dem Salman Schasar Preis ausgezeichnet. Er erhielt 1976 den Verdienstorden der Italienischen Republik.
Simonsohn war seit 1957 verheiratet mit Gabriela Manfield, sie haben drei Kinder.

## Schriften (Auswahl)
- Leone da Modena. London 1953
- Responsa Ziqne Yehuda. Jerusalem 1957
- Clipeus et Gladius, Leonis Mutinensis Tractatus Antichristianus. Jerusalem 1960
- Geschichte der Juden im Herzogtum Mantua (hebr.) 2 Bände, Jerusalem, 1964
  - History of the Jews in the Duchy of Mantua. Übersetzung. New York 1977. ISBN 0-87068-341-1
- Geschichte der Juden im Herzogtum Mailand (hebr.) 4 Bände, Jerusalem, 1982
- The Apostolic See and the Jews. 8 Bände. Toronto : Pontifical Institute of Mediaeval Studies, 1988–1991
- The jews in Sicily. 3 Bände. Leiden : Brill, 2001